# Christopher Flores (Badminton)
Christopher Flores (* 27. Juni 1983) ist ein philippinischer Badmintonspieler. 

## Karriere
Christopher Flores startete 2007 im Herreneinzel und im Herrendoppel bei den Südostasienspielen und belegte in beiden Disziplinen Platz neun. Bei den Miami PanAm International 2009, den Puerto Rico International 2010 und den Santo Domingo International 2010 wurde er jeweils Dritter im Doppel. 2011 und 2012 startete er bei den Macau Open.